# دختر سامری
دختر سامری (کره‌ای: 사마리아) فیلمی به کارگردانی کیم کی-دوک است که در سال ۲۰۰۴ منتشر شد. کارگردان کره‌ای در این اثر به یک پدیده اجتماعی رایج پرداخته که در آن دختران جوان برای درآمدزایی و رسیدن به ثروت از مسیر فحشا عبور می‌کنند.

## خلاصه فیلم
دختر سامری دربارهٔ دو دختر نوجوان است که قصد سفر به اروپا را دارند و برای تأمین مالی این سفر به فحشا رو می‌آورند. این تصمیم تبعات دردناکی برای هر دو زن دارد؛ به‌ویژه زمانی که پدر یکی از آن‌ها به ماجرا پی می‌برد.

## جوایز
| سال  | جشنواره                        | بخش                   | نامزدی      | نتیجه    | جایزه      |
| ---- | ------------------------------ | --------------------- | ----------- | -------- | ---------- |
| ۲۰۰۴ | جشنواره بین‌المللی فیلم برلین   | بهترین فیلم           | کیم کی دوک  | نامزدشده | خرس طلایی  |
| ۲۰۰۴ | جشنواره بین‌المللی فیلم برلین   | بهترین کارگردانی      | کیم کی دوک  | برنده    | خرس نقره‌ای |
| ۲۰۰۴ | جایزه انجمن منتقدان فیلم بوسان | بهترین بازیگر زن جدید | کواک جی-مین | برنده    |            |